# Neuapostolische Kirche (Ottobrunn)

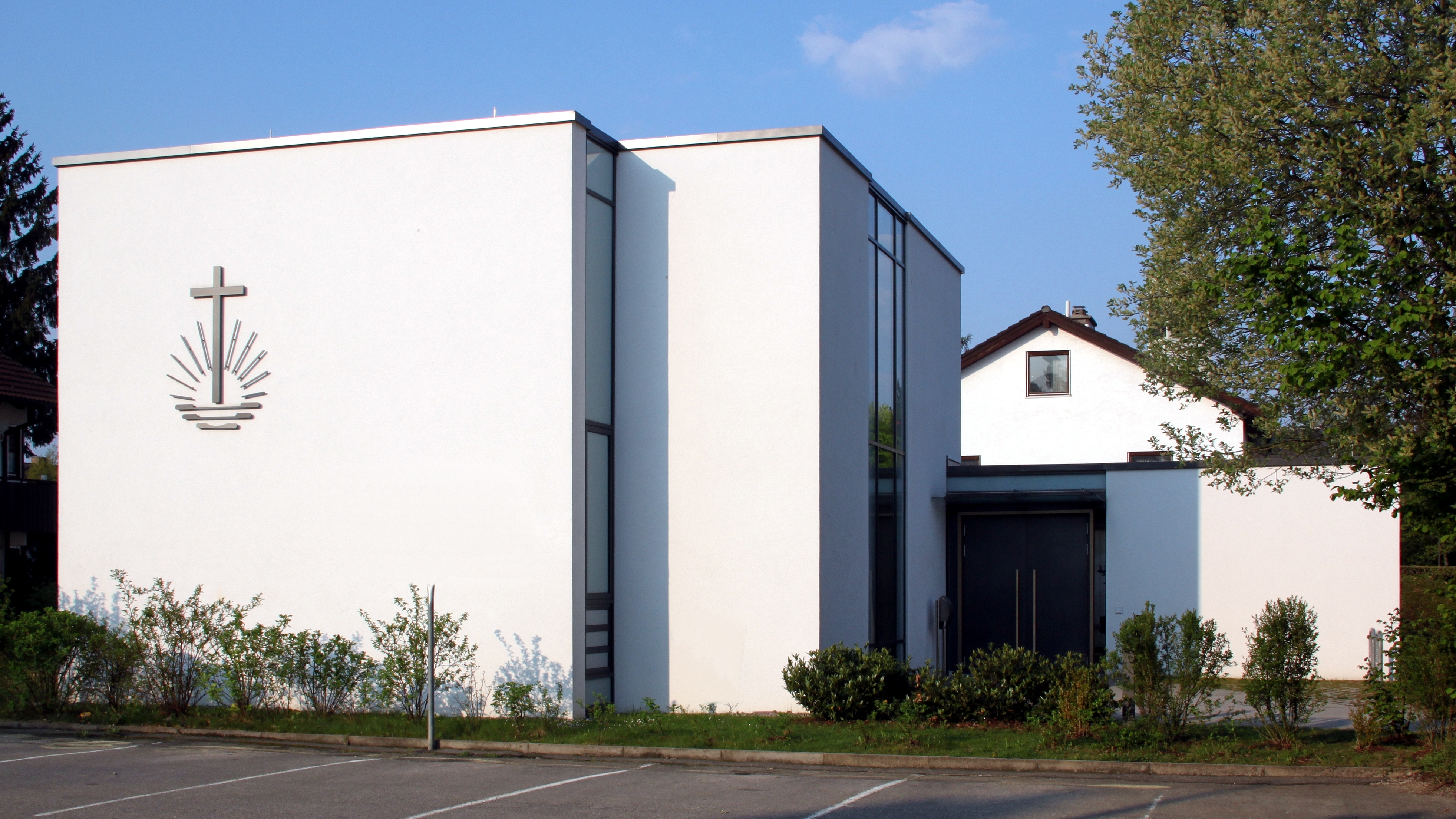
Neuapostolische Kirche Ottobrunn

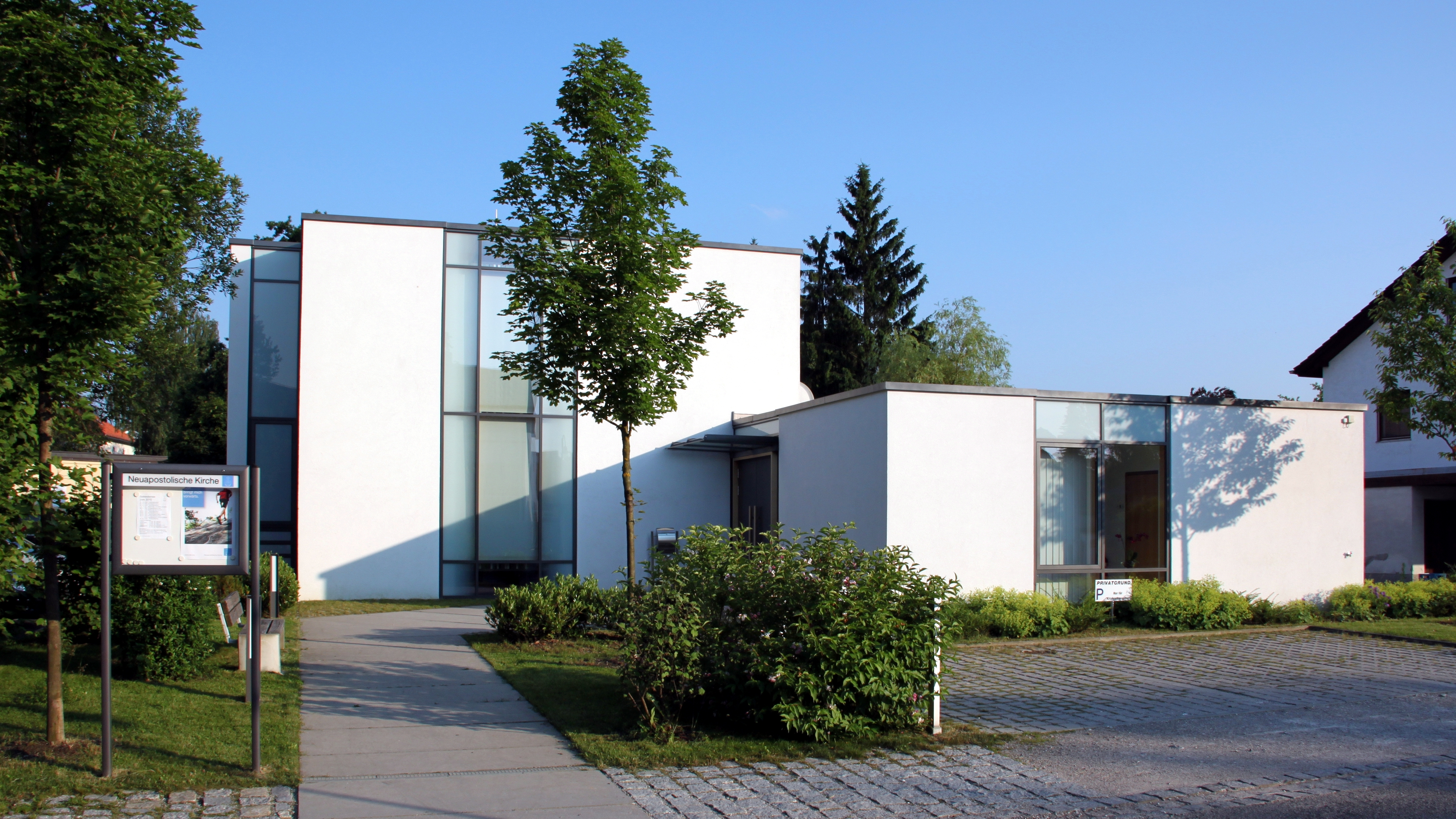
Ansicht von der Eichendorffstraße aus

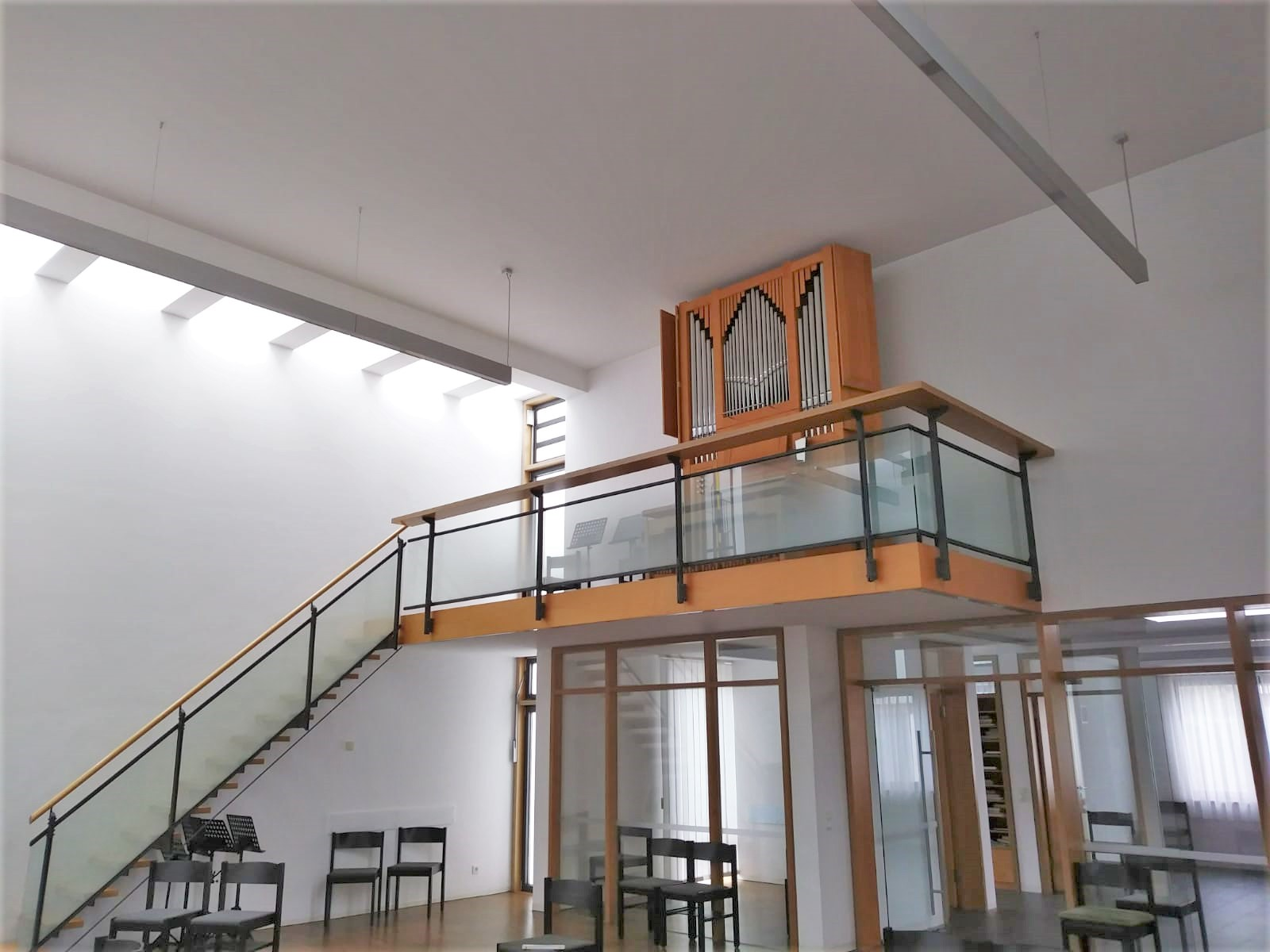
Blick zur Orgelempore

Die Neuapostolische Kirche in der Eichendorffstraße 54 in Ottobrunn ist ein modernes Kirchengebäude der Neuapostolischen Kirche Süddeutschland. Sie wurde am 29. Januar 2006 eingeweiht und ersetzt ein älteres Kirchengebäude an selbiger Stelle.

## Geschichte
Mit zunehmendem Wachstum der politischen Gemeinde Ottobrunn nach dem Zweiten Weltkrieg siedelten sich auch einige neuapostolische Bürger auf dem Gebiet der jungen Gemeinde an. Im Jahr 1951 wurde die Ottobrunner Gemeinde selbstständig, wobei ab 1954 die Gottesdienste in der Volksschule an der Friedensstraße stattfanden. Im November des Jahres 1975 wurde die erste eigene Neuapostolische Kirche in der Eichendorffstraße nahe der S-Bahn-Station eingeweiht. 2006 wurde dieses erste Kirchengebäude durch die heutige moderne Neuapostolische Kirche nach den Plänen des Architekturbüros A+ Trautwein aus München ersetzt.

## Baubeschreibung
Das neuapostolische Gemeindezentrum setzt sich aus zwei quaderförmigen Baukörpern zusammen, wobei sich der nahezu quadratische Kirchenraum über eine Höhe von etwa zwei Stockwerken erstreckt und Platz für etwa 76 Gottesdienstbesucher bietet. Betreten wird das Gebäude über einen eingeschossigen Anbau, in dem sich auch die Gemeinderäume befinden. Mehrere raumhohe Fensterbänder
und zahlreiche Oberlichter erfüllen den kompakten weißen Raum mit reichlich Tageslicht. Dabei ist die straßenseitige Fensterfassade besonders zu erwähnen, welche mit einer aufwendigen Buntverglasung durch den Künstler Kurt Entenmann gestaltet wurde.
Dem Altar aus Estremotz-Marmor gegenüber befindet sich eine kleine Orgelempore mit einer Brüstung aus Milchglas.

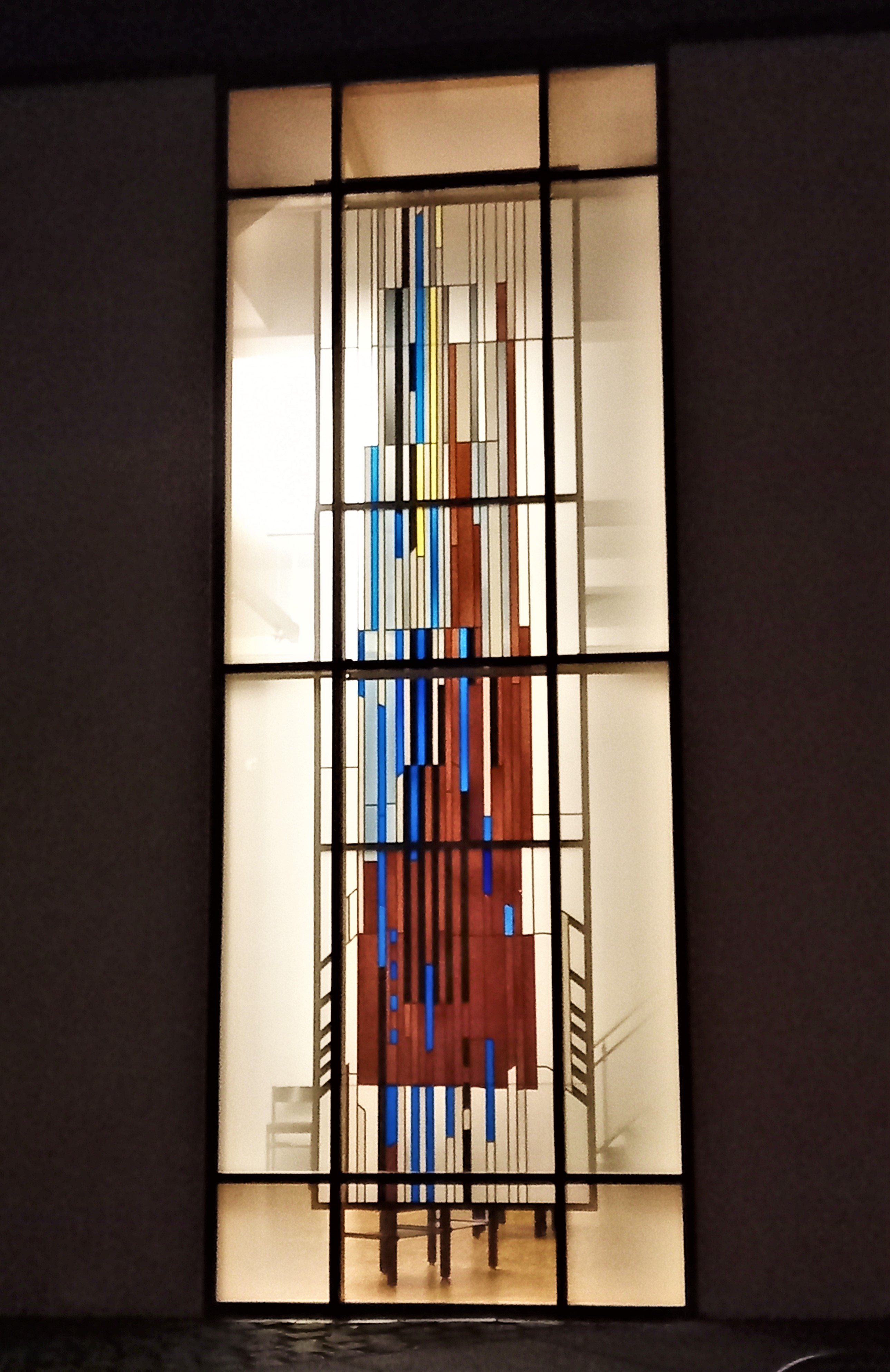
Buntglasfenster bei Nacht

## Orgel

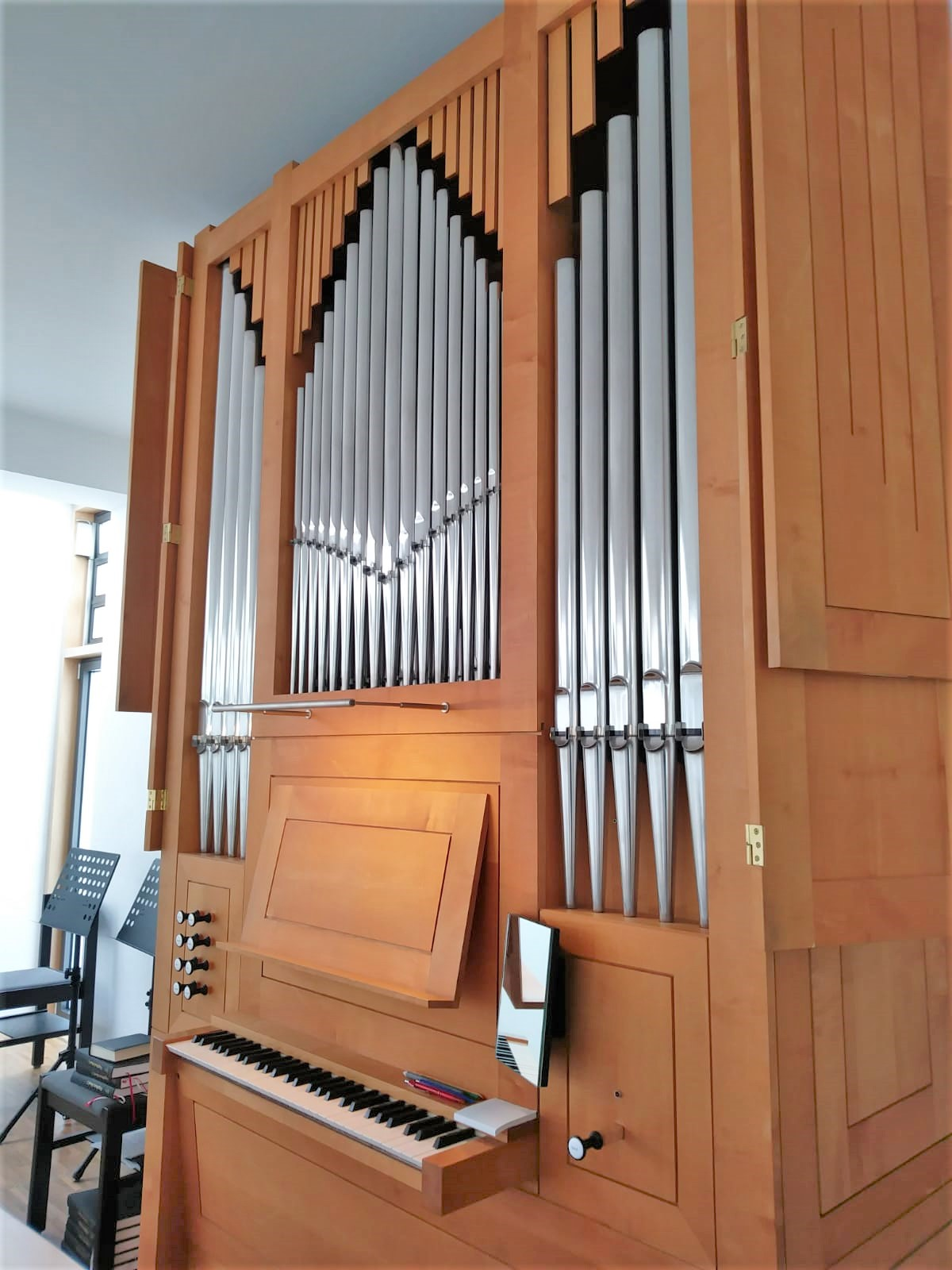
Mühleisen-Orgel

Die kleine Orgel der Kirche wurde im Jahr 2005 als eine von drei nahezu identischen Serieninstrumenten von der Firma Konrad Mühleisen aus Leonberg gefertigt. Die Schwesterinstrumente befinden sich in den neuapostolischen Kirchen von Geradstetten und Münchberg. Mit vier Registern und einem angehängten Pedal ohne eigenständige Register zählt das Instrument zur Kategorie der Kleinorgeln und Positive. Die Schleifenteilung aller Manualregister liegt zwischen h0 und c1. Eine weitere Besonderheit der Orgel ist, dass die sichtbaren Prospektlabien allesamt aufgemalt sind, da die Prospektpfeifen nach innen sprechen. Dies hat den Vorteil, dass sich die Orgel auch mit geschlossenen Flügeltüren spielen lässt, ohne dass die Stimmung der Prospektpfeifen beeinträchtigt wird.
Des Weiteren befindet sich in der Kirche eine Truhenorgel, welche ursprünglich 2003 von der Firma Harald Rapp für die Neuapostolische Kirche in Trostberg erbaut worden und 2014 nach Ottobrunn umgesetzt worden war.

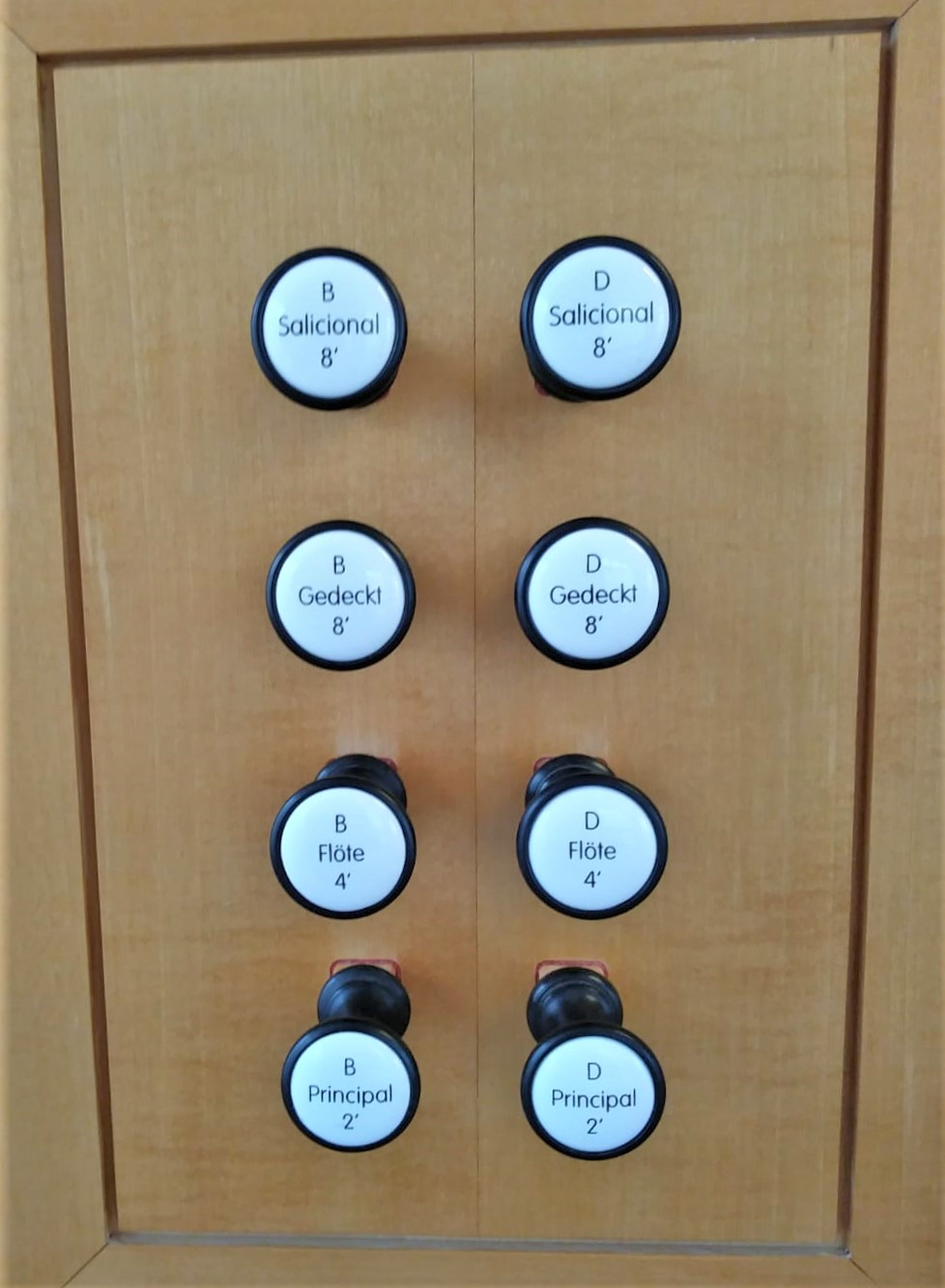

| I Manual C–g3 |                |    |            |
| 1.            | Gedackt B/D    | 8′ |            |
| 2.            | Salicional B/D | 8′ | [ Anm. 1 ] |
| 3.            | Flöte B/D      | 4′ |            |
| 4.            | Principal B/D  | 2′ |            |

| Pedal C–f1 |
| angehängt  |

Anmerkung:
1. ↑  C–H mit Gedackt 8′ zusammengeführt.